# Gus Mears
Henry Augustus (Gus) Mears (1873 - 1912) was een Engels zakenman die vooral bekend is om de oprichting van Chelsea FC. Hij werd geboren als zoon van Joseph en Charlotte Mears.
In 1896 kocht hij samen met zijn broer Joseph de Stamford Bridge Athletics Ground met als achterliggende gedachte om van deze grond de beste voetbalgrond van het land te maken. Hij lukte hem niet om de voorzitter van Fulham FC, Henry Norris, te overtuigen om zijn ploeg daar te laten spelen.
Mears liet dit niet op zich zitten en richtte in maart 1905 Chelsea FC op. Het ging hem er niet om successen met deze club te behalen, maar om van zijn stadion een topstadion te maken. Voor hem was het doel bereikt.
Gus Mears stierf in 1912 en heeft zijn graf op het nabijgelegen Brompton kerkhof te Londen.